# Björn Johansson (idrottare)
Björn "Butta" Johansson, född 11 augusti 1960, är en svensk tidigare fotbolls- och bandyspelare. Han kombinerade elitspel i bandy och fotboll i en tid då det blivit allt ovanligare.

## Bandy
På sina 24 säsonger i Allsvenskan och Division 1 har han till och med den 22 november 2002 svarat för 900 mål. Det 900:e slog han in i matchen Vetlanda BK-BS BolticGöta. Han spelade för Helenelunds IK, Selånger SK, IK Sirius, Örebro SK, Vetlanda BK och rundar nu av karriären i Enebybergs IF. Han är den som har vunnit skytteligan flest gånger i Sveriges nästhögsta serie (div.1 och senare allsvenskan), och "Butta" har vunnit den fem gånger mellan 1983 och 1999.

### Skyttekung Div.1 /Allsvenskan
- 1999, 69 mål
- 1996, 50 mål (delas med Leonid Charov, Tranås BoIS)
- 1995, 58 mål (Tomas Jansson, Västanfors IF)
- 1986, 45 mål
- 1983, 40 mål

Inför matchen mellan Enebybergs IF och Hagalunds IS på Sollentunavallen i Sveriges Division 2 den 10 december 2008 , då han gjorde två mål i en match som hans Enebybergs IF vann med 7-5. Laget firade honom med tårta och tröja.

## Fotboll

### Spelarkarriär
- 1967-1972 - Edsbergs IF
- 1973-1978 -AIK
- 1979-1982 - Helenelunds IK
- 1982-1985 - AIK.
- 1986-1988 - Helenelunds IK
- början av 1990-talet - Rotebro IS
- mitten av 1990-talet - Gustavsbergs IF

## Övrigt
Björn "Butta" Johansson, Helenelunds IK, som 2002 tränade för fullt inför sin 25:e elitsäsong fick då även spela allsvensk bandy igen, eftersom Helenelund då hade ett samarbetsavtal med det allsvenska laget Vetlanda BK, vilket innebär att tre spelare i varje lag får/kan spela i båda föreningarna.